# Vepris dainellii
Vepris dainellii là một loài thực vật có hoa trong họ Cửu lý hương. Loài này được (Pic. Serm.) Mziray miêu tả khoa học đầu tiên năm 1992.